# Qinghe (Tieling)
Der Stadtbezirk Qinghe (清河区,  Qīnghé Qū) ist ein Stadtbezirk in der chinesischen Provinz Liaoning. Er gehört zum Verwaltungsgebiet der bezirksfreien Stadt Tieling. Der Stadtbezirk hat eine Fläche von 482,3 Quadratkilometern und zählt 84.693 Einwohner (Stand: Zensus 2020).

## Administrative Gliederung
Auf Gemeindeebene setzt sich der Stadtbezirk aus zwei Straßenvierteln, einer Großgemeinde und zwei Gemeinden (davon einer der Mandschu) zusammen. Diese sind: 
- Straßenviertel Hongqi 红旗街道
- Straßenviertel Xiangyang 向阳街道

- Großgemeinde Zhangxiang 张相镇

- Gemeinde Yangmulin 杨木林子乡
- Gemeinde Niejia der Mandschu 聂家满族乡